# Thyrospora calosperma
Thyrospora calosperma är en svampart som beskrevs av Kirschst. 1938. Thyrospora calosperma ingår i släktet Thyrospora, ordningen Dothideales, klassen Dothideomycetes, divisionen sporsäcksvampar och riket svampar.   Inga underarter finns listade i Catalogue of Life.